# Juan Cabañero y Esponera
Juan Cabañero y Esponera (Urrea de Gaén, 1800 - Albalate del Arzobispo, 3 de maig de 1850) fou un militar carlí aragonès.
Es va casar el 30 de desembre de 1819 amb Isabel Margelí y Tor.
Durant la primera guerra carlina assetjà Terol el 30 de gener de 1838 sent batut prop de la ciutat, donada la presència de Leopoldo O'Donnell, que hi tenia la seva caserna, incorporant-se a continuació al setge de Gandesa, del que es retirà per atacar Saragossa, on també fracassà, sent destituït quan es trobà amb Ramon Cabrera a Cantavella. Després del conveni de Vergara va obtenir el rang de brigadier.